# Ouvrage de Denting
L'ouvrage de Denting est un ouvrage fortifié de la ligne Maginot, situé sur la limite entre les communes d'Ottonville et de Denting, dans le département de la Moselle.
C'est un petit ouvrage d'infanterie, comptant trois blocs. Construit à partir de 1931, il a été épargné par les combats de juin 1940.

## Position sur la ligne
Faisant partie du sous-secteur de Tromborn dans le secteur fortifié de Boulay, l'ouvrage de Denting, portant l'indicatif A 28, est intégré à la « ligne principale de résistance » entre la casemate CORF d'intervalle de Langhep Sud (C 64) et le blockhaus RFM (Bb 26) à l'ouest et l'ouvrage du Village-de-Coume (A 29) à l'est, à portée de tir des canons des gros ouvrages d'Anzeling (A 25) et de la casemate RFM du Bovenberg (BCa 2) plus au nord-ouest.
L'ouvrage est installé sur la cote 295.

## Description
L'ouvrage est composé en surface de trois blocs de combat, dont l'un sert aussi de bloc d'entrée, avec en souterrain des magasins à munitions (M 2), des stocks d'eau, de gazole et de nourriture, des installations de ventilation et de filtration de l'air, une usine électrique et une caserne, le tout relié par des galeries profondément enterrées. L'énergie est fournie par deux groupes électrogènes, composés chacun d'un moteur Diesel Renault 6-115 (six cylindres, délivrant 54 ch à 750 tr/min) couplé à un alternateur. Le refroidissement des moteurs se fait par circulation d'eau.
En 2e cycle, l'ouvrage devait recevoir une entrée séparée au sud-ouest (bloc 4) ainsi qu'un égout. Il s'agit d'un ouvrage très intéressant à visiter, puisqu'il n'a subi aucune inondation ni dégradation importante. Le bloc 1 présente un style de peinture très particulier, et le bloc 2 possède encore le sas de décontamination. Étant en terrain militaire, les accès se font seulement sur autorisation.
Le bloc 1 est une casemate d'infanterie flanquant vers le nord-ouest, avec un créneau mixte pour JM/AC 47 (jumelage de mitrailleuses et canon antichar de 47 mm), une cloche JM et une cloche GFM (guetteur fusil mitrailleur).
Le bloc 2 sert en même temps d'entrée et de casemate d'infanterie flanquant vers le sud-est, avec un créneau mixte pour JM/AC 47, un autre créneau JM et une cloche GFM.

Le bloc 3 est un bloc d'infanterie, avec une tourelle de mitrailleuses et une cloche GFM.

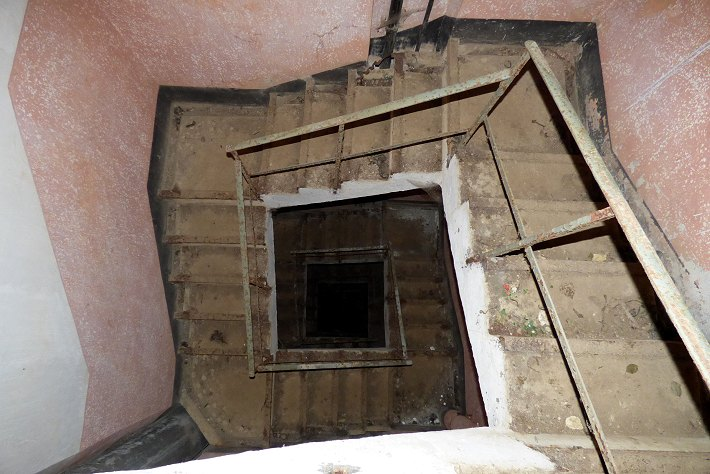
Escalier dans le bloc 1.
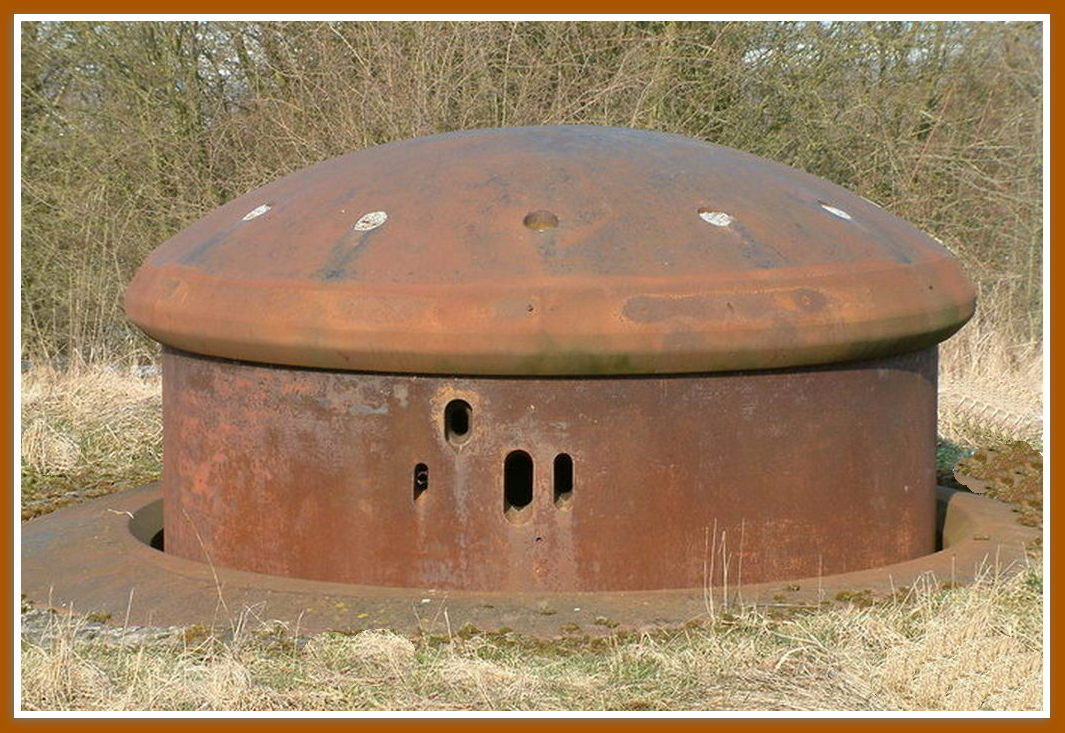
Tourelle de mitrailleuses du bloc 3.
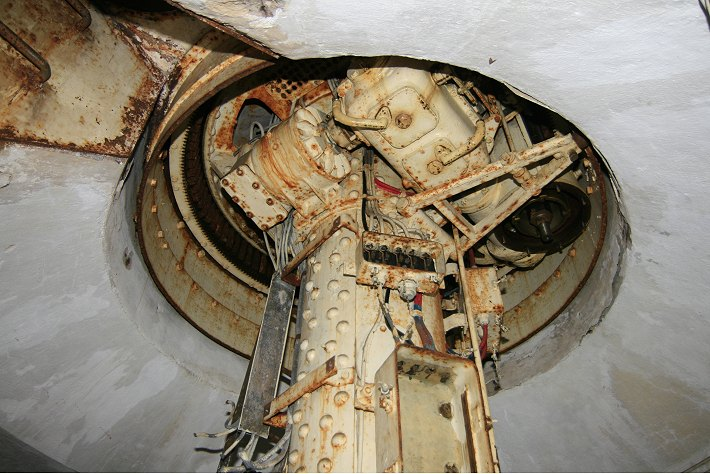
Tourelle de mitrailleuses du bloc 3, vue de l'intérieur
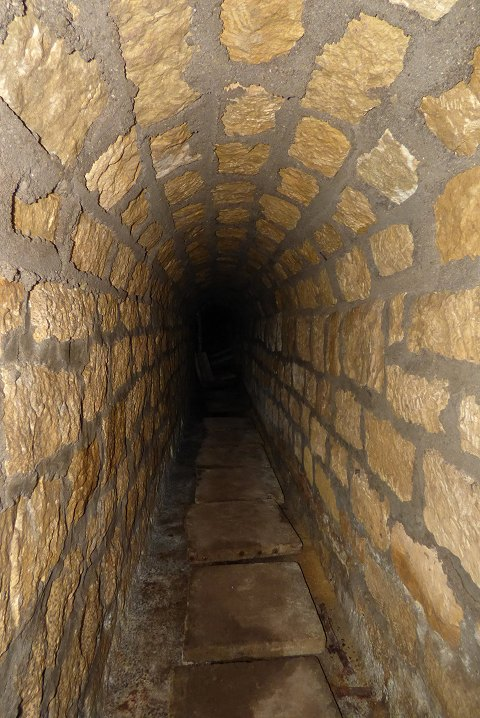
L'égout de l'ouvrage.

## Histoire

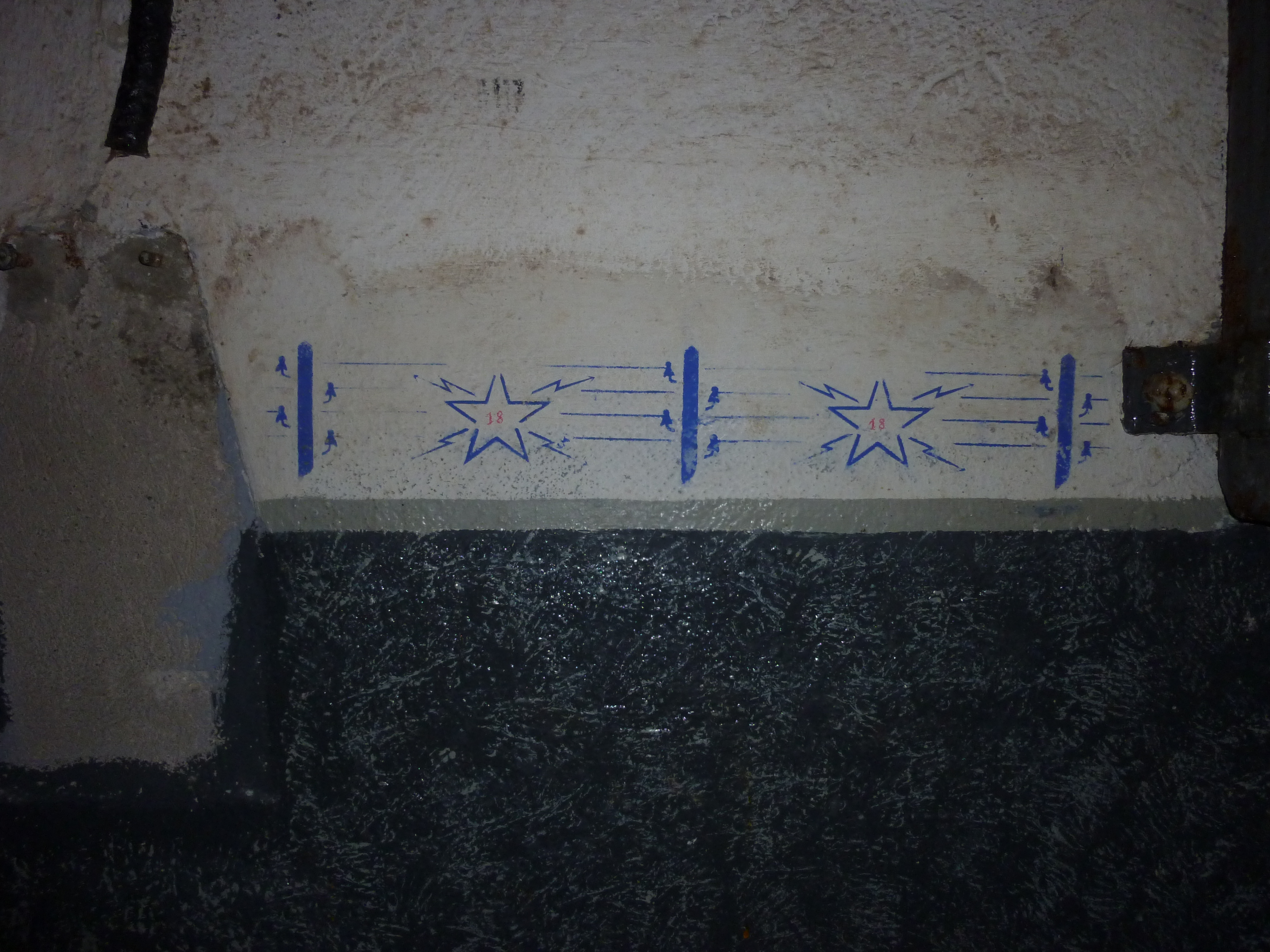
Frise murale dans l'ouvrage dessinée par des soldats du du génie, spécialisé dans les transmissions.

## L'ouvrage aujourd'hui
Propriété communale, l'ouvrage est resté longtemps accessible, ce qui a conduit à diverses déprédations. Le gros œuvre reste en bon état. Toutefois, les façades sont progressivement remblayées pour stopper les intrusions.